# The Awakening of Barbara Dare
The Awakening of Barbara Dare è un cortometraggio muto del 1914 diretto da Wilfrid North.

## Trama
John Dare, giovane ecclesiastico del New England, va a passare qualche tempo al Sud per ordine del medico. Scrive così a Stanley Clayton, suo ex compagno di università, che lo accoglie calorosamente a casa sua. Ben presto John si innamora di Dorothy, la bella sorella dell'amico, e i due finiscono per sposarsi. La notizia di quel matrimonio non giunge gradita a Barbara Dare, la madre di John, una donna puritana e rigida che si sente risentita e gelosa per avere perso il figlio. Il suo benvenuto agli sposi è oltremodo gelido e, in quella fredda casa del New England, tutto è strano e silenzioso per la calda ragazza del sud. Preso dal suo lavoro e dalla pubblicazione di un nuovo libro, John lascia la moglie a casa. Alla stazione, incontra per caso Philip Moreland, un vecchio amico del sud, e gli chiede di andare a trovare la moglie. La gioia di Dorothy nel rivedere quel vecchio amico viene completamente travisata da Barbara che, preso il mazzo di fiori del visitatore, accusa la giovane sposa. Stanca di quella tirannia, Dorothy abbandona la casa. John, ritornato in anticipo, trova la moglie persa nella neve. A casa, accusa la madre per il suo comportamento e le dichiara che se Dorothy muore lui la riterrà responsabile. Rimasta sola, Barbara un giorno sente un grido nella stanza della malata e si rende conto che è nato un bambino. Finalmente addolcita, va fuori nella neve dove aveva gettato i fiori, li riprende e li riporta alla nuora. Dorothy, rendendosi conto che Barbara si è risvegliata all'amore e alla comprensione, la perdona.

## Produzione
Il film fu prodotto dalla Vitagraph Company of America.

## Distribuzione
Distribuito dalla General Film Company, il film - un cortometraggio in una bobina - uscì nelle sale cinematografiche statunitensi il 27 aprile 1914.